# Collège Saint-Xavier de Godavari
Le collège Saint-Xavier de Godavari (Katmandou) est une institution d’enseignement secondaire catholique fondée en 1951 à Godavari, à une quinzaine de kilomètres au sud de Katmandou (Népal). Première institution catholique au Népal le collège fut fondé par des jésuites américains sur invitation expresse du roi Tribhuvan Shah. 

## Histoire
Le jésuite américain Marshall Moran qui, venant de Patna (en Inde), visitait de temps à autre Katmandou pour y superviser des examens universitaires, est invité en 1950 par le roi Tribhuvan Shah à ouvrir un collège jésuite au Népal. Le palais royal d’été de Godavari, un hameau situé à une quinzaine de kilomètres au sud de Katmandou, est mis à sa disposition. 

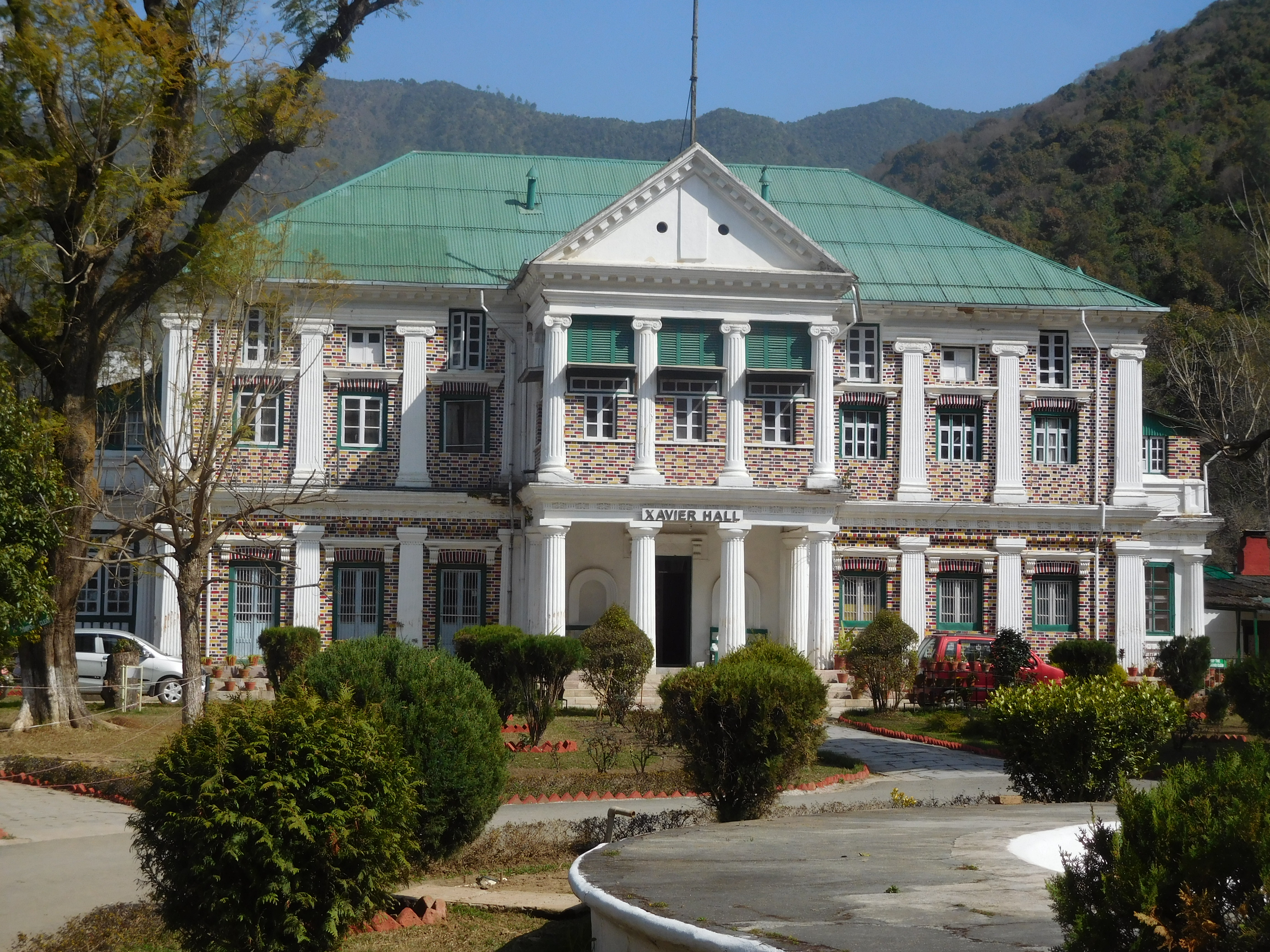
L'ancienne villa royale (construite sur le modèle du Rani Mahal de Tansen).

Le collège ouvre ses portes, comme internat, en juillet 1951 avec 65 étudiants. Les débuts sont lents. Une annexe (école primaire) est fondée en septembre 1954, à Jawalakhel (en) dans la ville de Lalitpur, proche de Katmandou. En 1957 le collège organise le ‘Senior Cambridge exam’ (fin du secondaire) pour la première fois. 
Le dixième anniversaire du collège (1961) est l’occasion d’un programme extensif de constructions de nouveaux bâtiments aussi bien à Godavari qu’à Jawalakhel (1961-1963). Jawalakhel étant la seule institution catholique du pays sa chapelle devient le lieu de réunion de la petite communauté de catholiques au Népal. 
En 1963 Godavari compte 200 élèves et, en 1965, Jawalakhel en compte 220, tous internes. En 1969, le nombre d’élèves étant en constante augmentation, le collège Saint-Xavier de Godavari est transformé en école primaire complète tandis que Saint-Xavier, Jawalakhel, devient le collège d’enseignement secondaire. À partir de 1971 l’enseignement se fait parallèlement en anglais et népali. 
Outre leur travail d’éducation les jésuites s’intéressent à la culture et l’histoire du royaume himalayen. Plusieurs jésuites américains étudient à l’université Tribhuvan de Katmandou et obtiennent la citoyenneté népalaise. Un centre social est ouvert, et le ‘Human Resources Research Center’ est fondé près du collège de Jawalakhel.  Plusieurs livres y sont publiés.
En 1988 Jawalakhel compte 788 étudiants. En 2000 le collège devient mixte : les premières filles entrent en classe 1. Grâce à des bourses d’études ils ouvrent davantage les portes aux enfants des quartiers où ils sont installés. 
Au fil des années les deux collèges, au début complémentaires, se sont tellement développés qu’en 2010 chacun des deux offre un programme quasi complet d’études secondaires. Le collège Saint-Xavier de Godavari compte 1 067 étudiants, à parité garçons et filles, sur douze niveaux d’enseignement (classes I à XII), tandis que le collège du centre-ville (Jawalakhel) compte 2 135 étudiants (1 290 garçons, 845 filles) pour douze années d’enseignement. Les chrétiens ne forment qu’une petite minorité parmi les élèves. 
Le collège Saint-Xavier est une des plus anciennes institutions d'enseignement du Népal. En 1995 des facultés universitaires Saint-Xavier (Saint Xavier’s College, Maitighar) ouvrirent leurs portes. En 2010, on y dénombre 2 500 étudiants. Les jésuites indiens et quelques népalais ont pris la succession des jésuites américains.
En 2014, le collège compte 921 étudiants, garçons et filles dont la grande majorité sont hindous.

## Source
- Donald A. Messerschmidt, Moran of Kathmandu: Priest, Educator and Ham Radio 'Voice of the Himalayas', White Orchid Press, Bangkok, 1997, 314 p. Le père Marshall Moran est le fondateur du collège Saint-Xavier de Godavari.